# Eusébio Rocha
Eusébio Martins da Rocha Filho (São Paulo, 20 de novembro de 1917 — São Paulo, 1º de abril de 1995) foi um político brasileiro. Exerceu o mandato de deputado federal constituinte por São Paulo em 1946.